# Lucio Canoleio
Lucio Canoleio (Cales, III secolo a. C. – Cales, II secolo a. C.) è stato un ceramista italiano.

## Biografia
Lucio Canoleio nacque in Campania e si dimostrò uno dei principali fabbricanti di vasi caleni.
I vasi caleni, tipici di Cales erano vasi fittili, realizzati tra il 250 e il 180 a. C. a Cales, ma diffusi anche in Magna Grecia, in Sicilia, in Etruria e nell'Europa nord-orientale.
Lucio Canoleio lavorò intensamente per l'esportazione dei suoi prodotti, soprattutto in Etruria, difatti in questa zona sono stati ritrovati molti esemplari firmati da lui.
I suoi lavori si caratterizzarono per le patere ombelicate, vasi apodi e privi di anse, nei quali la decorazione è distribuita in fasce concentriche rispetto all'umbone.
Inoltre, i suoi lavori, si distinsero per il rivestimento a vernice nera piombina e per la decorazione ornamentale e figurata impressa a stampo, di ispirazione ellenistica.

## Opere
- Vasi caleni dalle patere ombelicate.